# Carnarói Olasz Kormányzóság
A Carnarói Olasz Kormányzóság (olaszul: Reggenza Italiana del Carnaro) önhatalmúlag kikiáltott állam volt Fiume központtal 1919 szeptemberétől 1920 decemberéig. Költőibb olasz nevén: Impresa di Fiume (Fiuméi Törekvés).

## Impresa di Fiume

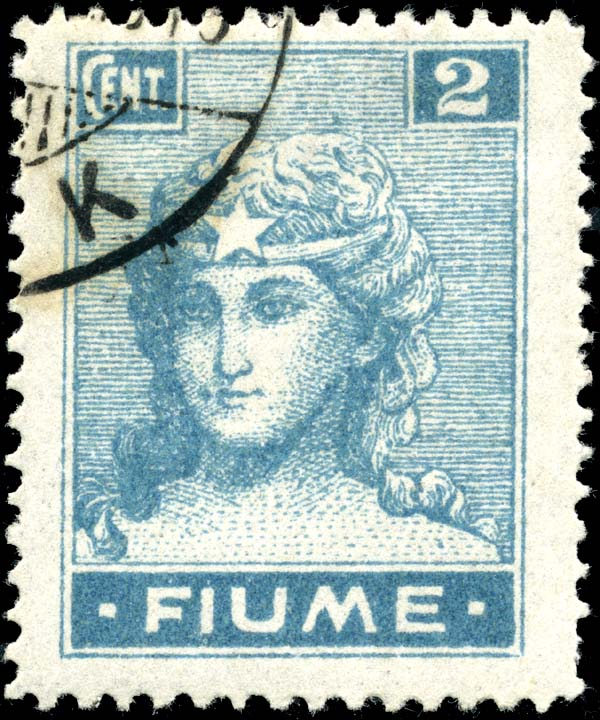
Fiumei bélyeg (1919)

Az első világháború alatt Olaszország a londoni egyezmény keretében hadat üzent az Osztrák-Magyar Monarchiának. A háború után, párizsi békekonferencián Olaszországnak ítélték Trentino és Dél-Tirol tartományokat, egyes dalmát szigeteket és az Isztria-félszigetet, de Fiume nélkül, amit a Szerb-Horvát-Szlovén Királyságnak ítéltek egy titkos egyezmény keretein belül.
Gabriele D’Annunzio politikust felbosszantotta a békeszerződés tartalma, emiatt cselekvésre szánta el magát. 1919. szeptember 12-én 2600 fős, többségében a királyi hadseregből származó nacionalistákból álló seregei élén bevonult Fiuméba, kiszorítva az ott állomásozó brit–francia rendfenntartó erőket. A Ronchi dei Legionariból Fiuméba tartó menetelésük Impresa di Fiume néven vált ismertté.

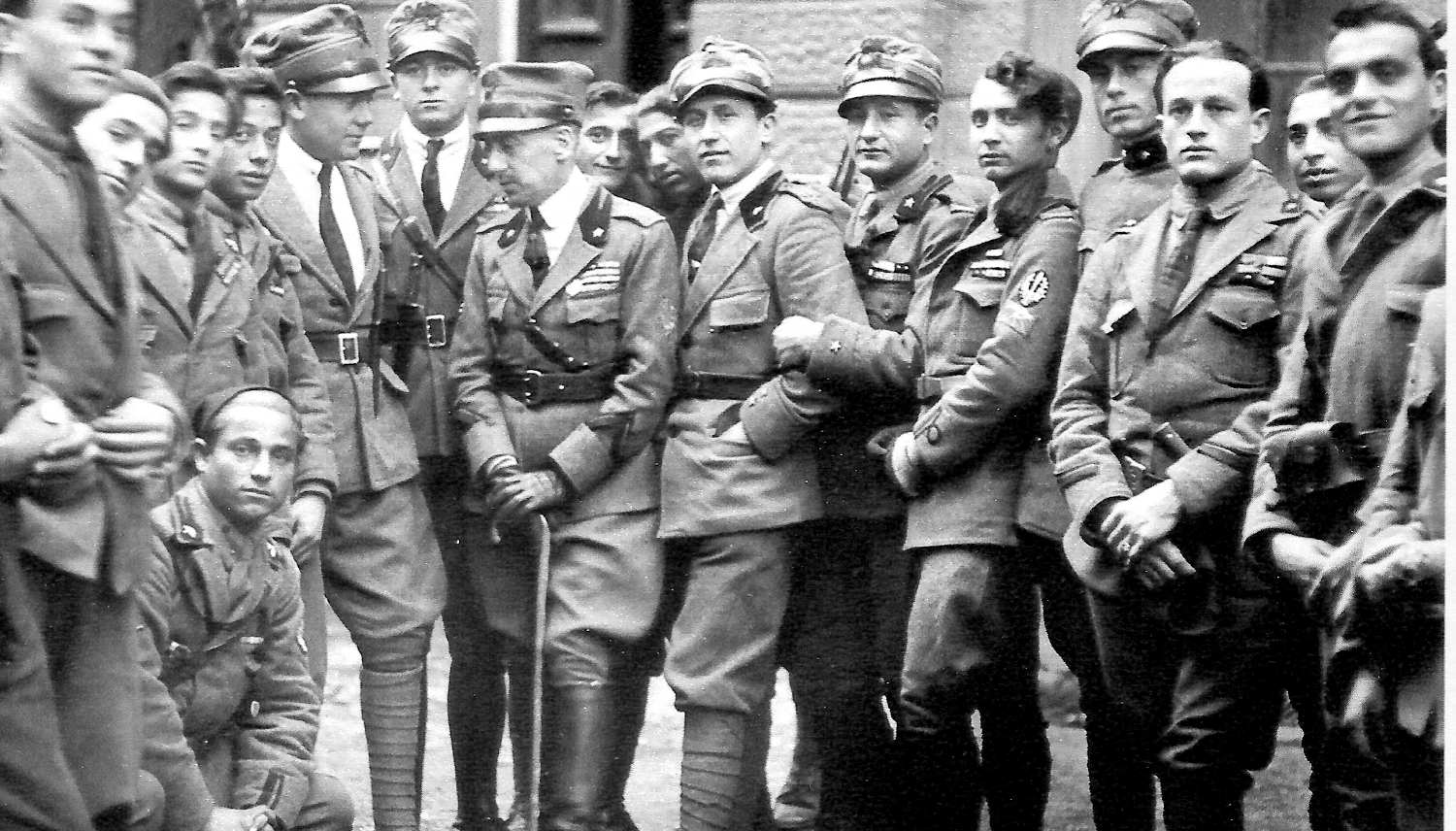
Gabriele D’Annunzio (középen egy bottal a kezében) carnarói katonákkal Fiumében 1919-ben

Még ugyanazon a napon D’Annunzio bejelentette az állam csatlakozását az Olasz Királysághoz. A fiumei olaszok üdvözölték döntését és felszabadítóként tekintettek rá. Ezzel a lépéssel azonban magára haragította az olasz kormányt, mivel e katonai akció sértette a saint-germaini béke pontjait. A felkelők azt remélték, hogy az érkező olasz hadsereg bevonulásával Fiume véglegesen csatlakozik Olaszországhoz. Az olasz seregek ehelyett blokád alá vonták a kikötőt és a szárazföldi útvonalakat. 1919 szeptemberében Filippo Tommaso Marinetti, a felkelők katonai vezetője kapitulált.

## Kormányzóság

Carnaró hadilobogója

1920. szeptember 8-án D’Annunzio bejelentette a Carnarói Olasz Kormányzóság létrejöttét, ezzel együtt egy, a későbbi olasz fasisztához hasonló alkotmányt adott ki, magát Comandanténak, azaz Parancsnoknak hívatta.
A Carnaró elnevezés a Kvarner-öböl olasz elnevezéséből (Golfo del Carnaro) ered, ahol a város is található. D’Annunzio hajósgárdája később elfoglalta Krk szigetét. Az egyetlen állam, amely elismerte a Carnarói Olasz Kormányzóságot, a Szovjetunió volt.

## Az alkotmány
A Carnarói Alkotmány (olaszul: Carta del Carnaro) többek között egy anarchista, fasiszta és köztársasági elemekkel tarkított alkotmány volt. D’Annunziót gyakran az olasz fasizmus előfutárának tekintik. Saját politikai gondolkodása Fiumében alakult ki, miután találkozott a szakszervezeti uralmat (ún. szindikalizmust) hirdető Alceste De Ambrissal. De Ambris és D’Annunzio között a legfontosabb különbség az volt, hogy az előbbi egy törvényes keretek között létező, a szakszervezetek kezében lévő vezetést képzelt el, míg utóbbi a saját kapcsolatai révén, erőszakosan vette át a hatalmat.

### Korporációs rendszer
Az alkotmány létrehozott egyfajta korporációs rendszert, amelyben kilenc, mandátumok alapján választott tanács képviselte a munkások érdekeit, emellett tíz, teljesítmény alapján kialakított csoportba osztotta az embereket. A kilenc korporatív társaság listája:
- Ipari és mezőgazdasági munkások
- Tengerészek
- Munkaadók
- Ipari és mezőgazdasági szakmunkások
- Hivatalnokok és ügyintézők
- Tanárok és tanulók
- Ügyészek és doktorok
- Állami köztisztviselők
- Szövetkezeti munkások

### Végrehajtó hatalom
A végrehajtó hatalmat kilenc miniszteri kabinet (rettori) képviselte:
- Külügyminisztérium
- Állami kincstár
- Oktatásügyi minisztérium
- Igazságügyi minisztérium
- Hadügyminisztérium
- Gazdaságügyi minisztérium
- Munkaügyi minisztérium

### Törvényhozás
Az alkotmány kimondta, hogy az ország törvényhozásáért a kétkamarás parlament felel. 
- Felsők Tanácsa (Consiglio degli Ottimi) – általános választójog alapján választott, hároméves megbízatásra
- Korporatívok Tanácsa (Consiglio dei Provvisori) – a 9 korporatív csoport 60 főt választott

### Igazságszolgáltatás
Az igazságszolgáltatást a bíróságok végezték:
- Legfelsőbb bíróság (Corte della Ragione)
- Helyi bíróságok (Buoni Uomini)
- Munkaügyi bíróság (Giudici del Lavoro)
- Polgári bíróság (Giudici Togati)
- Bűnügyi bíróság (Giudici del Maleficio)

### Hatásai
Mussolini a carnarói alkotmányt vette alapul a hatalmi rendszer kidolgozásakor. Amikor a fasiszták kerültek hatalomra Olaszországban, D’Annunzio közeli kapcsolatba került a vezető hatalmakkal. De Ambris szindikalista, habár elképzeléseit a fasizmus vette alapul, "mocskos diktatóriumnak" nevezte az államhatalmi szervezetet.

## Az állam megszűnése
Az 1920. november 12-én megkötött rapallói egyezmény keretében Fiume város és kerülete helyén létrejött a Fiumei Szabadállam.
D’Annunzio elutasította a szerződést, és személyesen üzent hadat Olaszországnak. 1920. december 24-én az olasz hadsereg és haditengerészet körbevette a várost, és a carnarói hadsereg megadta magát.
A Fiumei Szabadállamot 1924-ben Olaszország a római szerződés keretében annektálta. Az állam helyén létrehozták Carnaro, más néven Fiume megyét.

## Fordítás
Ez a szócikk részben vagy egészben  az   Italian Regency of Carnaro című angol Wikipédia-szócikk ezen változatának fordításán alapul.  Az eredeti cikk szerkesztőit annak laptörténete sorolja fel. Ez a jelzés csupán a megfogalmazás eredetét és a szerzői jogokat jelzi, nem szolgál a cikkben szereplő információk forrásmegjelöléseként.